# 土屋昭直
土屋 昭直（つちや てるなお）は、江戸時代前期の常陸国土浦藩の世嗣。官位は従五位下・大和守。

## 略歴
老中を務めた2代藩主・土屋政直の次男として誕生。母は形原松平康信の娘。
延宝5年（1677年）に4代将軍・徳川家綱に初御目見し、天和3年（1683年）に叙任する。しかし、家督を相続することなく元禄3年（1690年）に没した。政直はしばらく代わりの嫡子を置かず、弟・定直が嫡子となったのは元禄9年（1696年）になってからであった。